# 市原両親殺害事件
市原両親殺害事件（いちはらりょうしんさつがいじけん）とは1974年（昭和49年）10月30日に千葉県市原市で発生した親殺し事件。21歳の男が両親を殺害し、死刑判決を受けた。

## 事件の概要
1974年10月30日の17時20分ごろ、千葉県市原市の自宅で、両親から風俗店勤務女性との結婚を反対されたことに激怒した息子は、父親（当時59歳）を登山ナイフで突き刺し、続けて止めに入った母親（当時48歳）も刺殺。両親ともほぼ即死の状態で、遺体を浴槽に隠す。11月1日、双方の遺体に車のホイールを括りつけ、五井海岸の養老川河口から投棄。親の金庫から金を奪い、風俗店勤務女性と遊び歩いていた。11月10日、東京湾で両親の遺体が発見され、身元を確認すると同時に、息子を殺人及び死体遺棄容疑で逮捕。

## 犯人
息子は当時千葉県内の最難関高校だった千葉県立千葉高等学校を卒業、両親は自動車整備工場を経営する裕福な自営業。風俗店勤務女性との結婚を反対されての親殺しであることに、マスコミは着目していた。県内トップクラスの進学校に通い将来を期待されていたが大学受験に失敗し、予備校に通ったが浪人生活が続き、ようやく大学の二部（夜間）に合格したものの日頃から両親に生活態度を咎められていた。

## 裁判
逮捕後から裁判まで一貫して息子は両親の殺害や死体遺棄を否認、父親は母親に殺され、母親は自分の知らない第三者が殺したと主張。
- 1984年3月15日、千葉地裁で息子に死刑判決[7]。
- 1986年8月29日、東京高裁で控訴棄却[8]。
- 1992年1月31日、最高裁で上告棄却。死刑確定。
- 2025年現在、息子は東京拘置所に収監されている。

## その他
- 1976年、この事件をもとに中上健次が小説『蛇淫』を発表。同年に長谷川和彦監督が水谷豊主演で映画『青春の殺人者』を製作した。

## 関連書
- 森炎『司法殺人　元裁判官が問う歪んだ死刑判決』講談社 (2012/8/10)-第２章　彼は本当に「青春の殺人者」だったのか―千葉・市原の両親殺し事件